# Zvjezdani razgovori
Zvjezdani razgovori (eng. StarTalk), američka znanstvena razgovorna emisija. Vodi ju znanstvenik Neil deGrasse Tyson, a tjedno ju emitira National Geographic. Mrežni portal Space nazvao ju je "prvom znanstvenom kasnonoćnom razgovornom emisijom". Emisija je započela s emitiranjem 20. travnja 2015., a dosad je ukupno snimljeno 5 sezona i 72 epizode. Prosječnu emisiju u SAD-u pogleda oko 200.000 gledatelja, a zanimljivo je i da je vrlo popularna među mladima, što daje nadu da će se mladi zainteresirati za znanost.

## Format
Temelj emisije predstavlja Tysonov razgovor s "gostom iznenađenja", a pušta se u nekoliko dijelova koje pojedinačno komentira prvi gost, znanstvenik, uz popratne komentare drugog gosta, komičara (najčešće Chuck Nice, Eugene Mirman ili Maeve Higgins). Njihove rasprave u studiju prati i brojna publika, a kraj epizode nerijetko obogaćuje i znanstvenik Bill Nye koji daje svoje mišljenje o temi rasprave. Teme rasprave su uvijek vezane uz znanost, ali katkad i ne izravno, npr. Postoje li superjunaci samo u američkoj kulturi?